# Cantó de L'Île-d'Yeu
El cantó de L'Île-d'Yeu és un cantó francès del departament de la Vendée, situat al districte de Les Sables-d'Olonne. Compta amb el municipi de L'Île-d'Yeu.

## Municipis
- L'Île-d'Yeu

## Història
| Data d'elecció                           | Identitat           | Partit          | Qualitat |
| ---------------------------------------- | ------------------- | --------------- | -------- |
| 1945-1954                                | M. Martin           | RPF             |          |
| 1954-1973                                | Louis Michaud       | MRP, després CD |          |
| 1973-1979                                | M. Bernard          | Divers droite   |          |
| 1979-1992                                | Henri Turbé         | Divers droite   |          |
| 1992-1998                                | Jean-Claude Bernard | Divers droite   |          |
| 1998-2011                                | Henri Turbé         | Divers droite   |          |
| 2011-                                    | Bruno Noury         | Divers gauche   |          |
| les dades anteriors no són pas conegudes |                     |                 |          |
|                                          |                     |                 |          |

| A partir de 1990: Població sense dobles comptes |